# Gyanendra của Nepal
Vua Gyanendra Bir Bikram Shah Dev của Nepal (tiếng Nepal: ज्ञानेन्द्र वीर बिक्रम शाहदेव; Jñānendra Vīra Vikrama Śāhadeva) sinh ngày 7 tháng 7 năm 1947, là Vua Nepal kể từ ngày 4 tháng 7 năm 2001, sau khi cháu ông, Dipendra Bir Bikram Shah, giết bố mẹ và tự sát. Phương châm của ông là: "Kiến thức là sức mạnh, công việc là sự tôn sùng." Ông đã trị vì Nepal từ ngày 4 tháng 6 năm 2001 đến ngày 28 tháng 5 năm 2008 khi chế độ quân chủ bị bãi bỏ.
Tháng 2 năm 2005, vua Gyanendra đã giành quyền kiểm soát chính phủ, giải tán quốc hội do dân bầu. Sau cuộc vận động dân chủ Nepal năm 2006, ông đã bị buộc phải trả lại quyền cho quốc hội vào tháng 5 năm 2006 và quyền lực của vua chỉ còn mang tính lễ nghi. Ông tại nhiệm tới ngày 28 tháng 5 năm 2008 thì bị lật đổ, chế độ quân chủ được thiết lập bởi triều đại Shah trong 240 năm xụp đổ, nhà nước Cộng hòa Nepal ra đời.